# Hästhultasjön
Hästhultasjön är en sjö i Gnosjö kommun i Småland och ingår i Lagans huvudavrinningsområde. Sjön är 11,3 meter djup, har en yta på 1,53 kvadratkilometer och är belägen 164 meter över havet. Sjön avvattnas av vattendraget Lillån. Vid provfiske har abborre, gärs, gädda och mört fångats i sjön.

## Delavrinningsområde
Hästhultasjön ingår i det delavrinningsområde (635671-137920) som SMHI kallar för Utloppet av Hästhultasjön. Avrinningsområdets medelhöjd är 202 meter över havet och ytan är 12,61 kvadratkilometer. Det finns ett delavrinningsområde uppströms, och räknas det in blir den ackumulerade arean 21,37 kvadratkilometer. Lillån som avvattnar avrinningsområdet har biflödesordning 3, vilket innebär att vattnet flödar genom totalt 3 vattendrag innan det når havet efter 185 kilometer. Delavrinningsområdet består mestadels av skog (76 procent). Avrinningsområdet har 1,52 kvadratkilometer vattenytor vilket ger det en sjöprocent på 12,1 procent.